# جاگیر (فیلم ۱۹۸۴)
جاگیر (به هندی: Jagir) فیلمی محصول سال ۱۹۸۴ و به کارگردانی پرامود چاکراوورتی است. در این فیلم بازیگرانی همچون درمندرا، میتون چاکرابورتی، زینت امان، پران، دنی دنزونگپا، آمریش پوری، شوما آناند ایفای نقش کرده‌اند.